# 나카모리 아키나의 노래 목록
이 문서는 일본의 가수 나카모리 아키나(中森明菜)의 싱글과 그동안 발매했던 기타 노래들의 목록이다. 

## 싱글
|    | 제목                                                                              | 발매일           | 작사                                                  | 작곡                                              | 최고순위 | 총 판매량 | 비고                                                                   |
| -- | --------------------------------------------------------------------------------- | ---------------- | ----------------------------------------------------- | ------------------------------------------------- | -------- | --------- | ---------------------------------------------------------------------- |
| 1  | 〈슬로우 모션〉 (スローモーション)                                                | 1982년 5월 1일   | 키스기 에츠코 (来生えつこ)                            | 키스기 타카오 (来生たかお)                        | 30       | 174,450   | 워너 파이오니아 (ワーナーパイオニア)                                   |
| 2  | 〈소녀A〉 (少女A)                                                                 | 1982년 7월 28일  | 우리노 마사오 (売野雅勇)                              | 세리자와 히로아키 (芹澤廣明)                      | 5        | 395,500   |                                                                        |
| 3  | 〈세컨드 러브〉 (セカンド・ラブ)                                                  | 1982년 11월 10일 | 키스기 에츠코                                         | 키스기 타카오                                     | 1        | 765,610   | 본인의 싱글곡 중 최고 판매량을 기록                                    |
| 4  | 〈1/2의 신화〉 (1/2の神話)                                                        | 1983년 2월 23일  | 우리노 마사오                                         | 오사와 요시유키 (大沢誉志幸)                      | 1        | 573,080   |                                                                        |
| 5  | 〈트와일라이트 -석양 편지-〉 (トワイライト-夕暮れ便り-)                           | 1983년 6월 1일   | 키스기 에츠코                                         | 키스기 타카오                                     | 2        | 429,610   |                                                                        |
| 6  | 〈금구〉 (禁区)                                                                   | 1983년 9월 7일   | 우리노 마사오                                         | 호소노 하루오미 (細野晴臣)                        | 1        | 511,000   |                                                                        |
| 7  | 〈기타 윙〉 北ウイング                                                            | 1984년 1월 1일   | 강진화 (康珍化)                                       | 하야시 테츠지 (林哲司)                            | 2        | 614,200   | 초동매상이 2주로 분할집계되어 최고순위 2위                             |
| 8  | 〈서던 윈드〉 (サザン・ウインド)                                                  | 1984년 4월 11일  | 키스기 에츠코                                         | 다마키 코지 (玉置浩二)                            | 1        | 543,880   |                                                                        |
| 9  | 〈십계 (1984)〉 (十戒 (1984))                                                     | 1984년 7월 25일  | 우리노 마사오                                         | 다카나카 마사요시 (高中正義)                      | 1        | 611,490   |                                                                        |
| 10 | 〈장식이 아니야, 눈물은〉 (飾りじゃないのよ涙は)                                  | 1984년 11월 14일 | 이노우에 요스이 (井上陽水)                            | 이노우에 요스이 (井上陽水)                        | 1        | 624,840   |                                                                        |
| 11 | 〈미 아모레〉 (ミ・アモーレ[Meu amor è…])                                         | 1985년 3월 8일   | 강진화                                                | 마츠오카 나오야 (松岡直也)                        | 1        | 630,700   | 〈세컨드・러브〉에 이은 싱글 판매량 2위 1985년 일본 레코드 대상 수상곡 |
| 12 | 〈SAND BEIGE -사막으로-〉 (SAND BEIGE～砂漠へ～)                                  | 1985년 6월 19일  | 허영자 (許瑛子)                                       | 츠시미 타카시 (都志見隆)                          | 1        | 460,680   |                                                                        |
| 13 | 〈SOLITUDE〉                                                                      | 1985년 10월 9일  | 유카와 레이코 (湯川れい子)                            | 다케카와 유키히데 (タケカワユキヒデ)              | 1        | 335,840   |                                                                        |
| 14 | 〈DESIRE -정열-〉 (DESIRE -情熱-)                                                 | 1986년 2월 3일   | 아키 요코 (阿木燿子)                                  | 스즈키 키사부로 (鈴木キサブロー)                  | 1        | 516,000   | 1986년 일본 레코드 대상 수상곡                                         |
| 15 | 〈집시 퀸〉 (ジプシー・クイーン)                                                  | 1986년 5월 26일  | 마츠모토 잇키 (松本一起)                              | 구니야스 와타루 (国安わたる)                      | 1        | 357,580   |                                                                        |
| 16 | 〈Fin〉                                                                           | 1986년 9월 25일  | 마츠모토 잇키 (松本一起)                              | 사토 켄 (佐藤健)                                  | 1        | 318,300   |                                                                        |
| 17 | 〈TANGO NOIR〉                                                                    | 1987년 2월 4일   | 후유무리 카요코 (冬杜花代子)                          | 츠시미 타카시                                     | 1        | 348,060   |                                                                        |
| 18 | 〈BLONDE〉                                                                        | 1987년 6월 3일   | 아소 게이코 (麻生圭子)                                | 비두·윈스턴 셀라 (Bidu, Winston Sela)             | 1        | 301,420   |                                                                        |
| 19 | 〈난파선〉 (難破船)                                                               | 1987년 9월 30일  | 가토 토키코 (加藤登紀子)                              | 가토 토키코 (加藤登紀子)                          | 1        | 412,960   |                                                                        |
| 20 | 〈AL-MAUJ (알마우자)〉 AL-MAUJ（アルマージ）                                      | 1988년 1월 27일  | 오오츠 아키라 (大津あきら)                            | 사토 다카시 (佐藤隆)                              | 1        | 296,590   |                                                                        |
| 21 | 〈TATTOO〉                                                                        | 1988년 5월 18일  | 모리 유리코 (森由里子)                                | 세키네 안리 (関根安里)                            | 1        | 296,750   |                                                                        |
| 22 | 〈I MISSED "THE SHOCK"〉                                                          | 1988년 11월 1일  | QUMICO FUCCI                                          | QUMICO FUCCI                                      | 3        | 311,150   |                                                                        |
| 23 | 〈LIAR〉                                                                          | 1989년 4월 25일  | 시라미네 미츠코 (白峰美津子)                          | 이즈미 카즈야 (和泉一弥)                          | 1        | 274,670   |                                                                        |
| 24 | 〈Dear Friend〉                                                                   | 1990년 7월 17일  | 이토 마유미 (伊東真由美)                              | 이즈미 카즈야 (和泉一弥)                          | 1        | 547,880   | 복귀후 첫 싱글                                                         |
| 25 | 〈물에 꽂은 꽃〉 (水に挿した花)                                                   | 1990년 11월 6일  | 타다노 나츠미 (只野菜摘)                              | 히로타니 준코 (広谷順子)                          | 1        | 339,760   |                                                                        |
| 26 | 〈후타리시즈카 -「천하전설살인사건」으로부터〉 (二人静 -「天河伝説殺人事件」より) | 1991년 3월 25일  | 마쓰모토 다카시 (松本隆)                              | 세키구치 마코토 (関口誠人)                        | 3        | 483,670   |                                                                        |
| 27 | 〈Everlasting Love〉                                                              | 1993년 5월 21일  | 오오누키 다에코 (大貫妙子)                            | 사카모토 류이치 (坂本龍一)                        | 10       | 129,280   | MCA빅터(MCAビクター)                                                   |
| 27 | 〈NOT CRAZY TO ME〉                                                               | 1993년 5월 21일  | NOKKO                                                 | 사카모토 류이치 (坂本龍一)                        | 10       | 129,280   | MCA빅터(MCAビクター)                                                   |
| 28 | 〈짝사랑〉 (片想い)                                                               | 1994년 3월 24일  | 야스이 카즈미 (安井かずみ)                            | 가와구치 마코토 (川口真)                          | 17       | 133,880   |                                                                        |
| 28 | 〈애무〉 (愛撫)                                                                   | 1994년 3월 24일  | 마쓰모토 다카시                                       | 고무로 데쓰야 (小室哲哉)                          | 17       | 133,880   |                                                                        |
| 29 | 〈밤 어딘가에서 ~night shift~〉 (夜のどこかで～night shift～)                     | 1994년 9월 2일   | 나쓰노 세리코 (夏野芹子)                              | 고토 쓰구토시 (後藤次利)                          | 14       | 118,030   |                                                                        |
| 30 | 〈월화〉 (月華)                                                                   | 1994년 10월 5일  | 마츠이 고로 (松井五郎)                                | 카지와라 슈고 (梶原秀剛)                          | 8        | 137,360   |                                                                        |
| 31 | 〈태초에, 여자는 태양이었다〉 (原始、女は太陽だった)                              | 1995년 6월 21일  | 오이가와 네코 (及川眠子)                              | MASAKI                                            | 15       | 100,160   |                                                                        |
| 32 | 〈Tokyo Rose〉                                                                    | 1995년 11월 1일  | 나카모리 아키나·가미사와츠 타카시 (中森明菜·上澤津孝) | MASAKI                                            | 32       | 35,730    |                                                                        |
| 33 | 〈MOONLIGHT SHADOW - 달에 짖어라〉 (MOONLIGHT SHADOW-月に吠えろ)                  | 1996년 8월 7일   | 다카미자와 토시히코 (高見沢俊彦)                      | 고무로 데쓰야                                     | 14       | 112,480   |                                                                        |
| 34 | 〈APPETITE〉                                                                      | 1997년 2월 21일  | 나쓰노 세리코                                         | U-ki                                              | 46       | 29,350    |                                                                        |
| 35 | 〈귀성 ~Never Forget~〉 (帰省～Never Forget～)                                    | 1998년 2월 11일  | 스즈 야스히로·atsuko                                  | 스즈 야스히로 (鈴康寛)                            | 19       | 94,870    |                                                                        |
| 36 | 〈오늘밤, 유성〉 (今夜、流れ星)                                                   | 1998년 5월 21일  | 나쓰노 세리코                                         | 우쓰미 케이코 (宇都美慶子)                        | 66       | 12,000    |                                                                        |
| 37 | 〈망설임〉 (とまどい)                                                             | 1998년 9월 23일  | 모리 히로미 (森浩美)                                  | juni                                              | 40       | 10,410    |                                                                        |
| 38 | 〈오필리아〉 (オフェリア)                                                         | 1999년 1월 21일  | 시모고 아키 (下郷亜紀)                                | 시마노 사토시 (島野聡)                            | 29       | 38,450    |                                                                        |
| 39 | 〈Trust Me〉                                                                      | 1999년 12월 1일  | 나쓰노 세리코                                         | 하라 카즈히로 (原一博)                            | 57       | 4,610     |                                                                        |
| 40 | 〈It's brand new day〉                                                            | 2001년 5월 31일  | Adya                                                  | Adya                                              |          |           | @ease(インディーズ)                                                    |
| 41 | 〈The Heat～musica fiesta～〉                                                     | 2002년 5월 2일   | Adya                                                  | URU                                               | 20       | 14,690    |                                                                        |
| 42 | 〈Days〉                                                                          | 2003년 4월 30일  | 나카모리 아키나                                       | 오다 데쓰로 (織田哲郎)                            | 30       | 10,095    |                                                                        |
| 43 | 〈붉은 꽃〉 (赤い花)                                                              | 2004년 5월 12일  | 가와에 미나코 (川江美奈子)                            | 김형석                                            | 40       | 5,135     |                                                                        |
| 44 | 〈처음 만난 그 날처럼〉 (初めて出逢った日のように)                                | 2004년 7월 7일   | 마츠이 고로                                           | 김형석                                            | 50       | 6,239     |                                                                        |
| 45 | 〈낙화유수〉 (落花流水)                                                           | 2005년 12월 7일  | 마쓰모토 다카시                                       | 하야시다 겐지 (林田健司)                          | 43       | 5,005     |                                                                        |
| 46 | 〈꽃이여, 춤춰라〉 (花よ踊れ)                                                     | 2006년 5월 17일  | 가렌 (夏蓮)                                           | 하바 히토시 (羽場仁志)                            | 23       | 10,352    |                                                                        |
| 47 | 〈DIVA Single Version〉                                                           | 2009년 9월 23일  | 마쓰후지 료헤이 (松藤量平)                            | Philippe-Marc Anquetil, Chris Lee-Joe, Emma Rohan | 50       | 1,608     |                                                                        |
| 48 | 〈Crazy Love〉                                                                    | 2010년 7월 13일  | 엔도 코조(遠藤幸三), Miran:Miran                      | Fredrik Bostrom, Anna Nordell, Calle Kindbom      |          |           |                                                                        |
| 49 | 〈Rojo -Tierra-〉                                                                 | 2015년 1월 21일  | 카와에 미나코, Miran:Miran                            | 아사쿠라 다이스케 (浅倉大介)                      | 8        |           |                                                                        |

## 같이 보기
- 나카모리 아키나의 음반 목록